# Кедмън
Кедмън (на английски: Cædmon) е английски поет, първият в историята на английската литература, чието име е известно в наши дни.
Сведенията за живота на Кедмън са ограничени и идват главно от живелия столетие по-късно Беда Достопочтени. Според тях той има англосаксонски произход и във времето между 657 и 680 година, когато света Хилда от Уитби ръководи абатството Уитби, той се грижи за манастирските животни.
Според Беда, Кедмън се научава в съня си да съставя песни, след което става монах в абатството и започва да пише вдъхновени стихове с религиозно съдържание. От тях до наши дни е запазен само един химн от девет стиха, смятан за един от най-ранните паметници на староанглийския език.
Смъртта на Кедмън се датира между 679 и 684 година.